# Мухаммед Хасан-хан
Мухаммед Хасан-хан Каджар (перс. محمدحسن‌خان قاجار‎), также Мухаммад Хасан (1722—1759) — вождь кованлу племени каджаров в Прикаспии вокруг Астрабада, был сыном Фатх Али-хана Каджара, переселившегося из Гянджи и отец Ага Мухаммед шаха Каджара из династии Каджаров в Иране. Астрабадские каджары были переселены из Гянджи в Астрабад шахом Аббасом I.

## Биография
Воспользовавшись малолетством сыновей Фатх-Али-хана, каджары из рода юxари-баш захватили главенство в племени и власть в Астрабаде. В середине 40-х годов Мухаммед-Хасан-хан, сын Фатх-Али-хана, возглавил выступление против Надир-шаха каджаров и примкнувших к ним туркмен. Он изгнал из Астрабада надировских чиновников и отстранил от власти своих сородичей из рода юxари-баш. Посланные Надиром в Астрабад войска разгромили незначительные силы мятежного хана. Мухаммед-Хасан хан бежал в Туркменскую степь, опасаясь преследования со стороны Надир-шаха. Часть астрабадских каджаров признавала власть Надир-шаха и участвовала в его военных походах. После убийства Надир-шаха Мухаммед-Хасан-хан вернулся в Астрабад. Преемник Надира — его племянник Али-Кули-хан Афшар (Адиль-шах) решил привлечь племя каджаров на свою сто рону. Он назначил Мухаммед-Хасан-хана эшик-агаси-баши (оберцеремониймейстером) при своем дворе в Мешхеде. Но независимый, претендующий на власть Каджар вскоре рассорился с Адиль шахом и покинул Мешхед. Он не смог удержаться в Астрабаде и укрылся у дружественных туркменских племен. Однако его малолетние сыновья, Ага-Мохаммед и Хусейн-Кули, попали в руки Адиль-шаха по приказу которого старший, пятилетний Ага-Мохаммед, был оскоплен. Новый правитель Хорасана, Сулейман II (Мир-Сеид, сын имам-джoме Мешхеда, родственник Сефевидов по женской линии) назначил Мухаммед-Хасан-хана сардаром военным правителем Астрабада, что позволило ему укрепиться в Астрабаде и Мазенде- ране. Мухаммед-Хасан-хан не надеялся захватить Хорасан, поскольку Шахрох Афшар пользовался поддержкой и защитой афганского правителя Ахмад-шаха Дуррани, дважды признав себя его вассалом. Обострившаяся борьба за власть в Центральном и Юго-Западном Иране между зендами, бахтиaрам и Азад-ханом Афганом позволила Мухаммед-Хасан-хану включиться в эту борьбу. Керим-хан, разбив войска своего недавнего союзника Али Мордан-хана Бахтиари, направился с 40-тысячной конницей против усилившегося Каджара, наиболее опасного конкурента Зендов в этот ответственный момент борьбы за упрочение личной власти Керим-хана (по разным источникам, осенью 1751 или 1752 г.). Мухаммед-Хасан-хан при поддержке туркмен разгромил зeндское войско, часть которого попала в плен. В плену оказался и шах Исмаил III, которого Керим-хан взял с собой в поход. С незначительным отрядом Керим-хан бежал в Тегеран, а оттуда Исфахан и Шираз, где стал набирать новое войско, теперь уже для борьбы с Азад-ханом Афганом, занявшим Центральный Иран.

Пoка шла борьба Азад-Хана с Керим-ханом Зендом, Мухаммед Хасан-хан укрепил свои позиции на севере Ирана, подчинил Гилян, вступил в соглашение с некоторыми ханами Иранского Азербайджана. Он решил воспользоваться моментом, когда силы Зендов и Азад-хана были ослаблены длительной борьбой, и в 1755 г. выступил с 50-тысячным войском в поход в Центральный Иран. Он разбил войско, которым командовал Мухаммед-хан Зенд, а затем и войско Керим-хана и весной 1756 г. овладел Исфаханом. Также в 1755 г. Мухаммед Хасан-хан разбил сильный отряд афганских войск, повлекло за собой отказ Ахмад-шаха от планов дальнейшего завоевания Ирана. Афганский историк передает : 
«Тогда его величество Ахмад-шах, поразмыслив, решил, что он лучше удовлетворится афганским царством и не будет пускаться в необдуманные предприятия».
Мухаммед Хасан-хан был сильнейшим среди претендентов на престол государства, среди которых также были правитель Азербайджана Азад-хан и правитель Гиляна. Гидаст-хан. Следует отметить, что Мухаммед-Хасан-хан надеялся захватить власть во всем Иране, считая, что у каджарских ханов есть потенциальная возможность занять шахский престол. Захват Гиляна объединёнными силами Азад-хана Афгана и Фатх-Али-хана Афшара заставил Мухаммед-Хасана срочно направиться в свои владения. Ему удалось разгромить эту феодальную группировку. Ахмад шах Дуррани из Хорасана напал на Мухаммед Хасан-хана, считая его самым опасным соперником, но потерпел поражение, что ещё больше возвысило хана. Власть Каджара признали многие азербайджанские ханы. Упорное сопротивление оказал лишь правитель Карабаха Панах Али-хан, не сдавший крепость Шуша каджарскому войску. Оставив управление Иранским Азербайджаном на старшего сына Ага-Мохаммеда, принимавшего участие в походах отца, Мухаммед-Хасан вернулся в Исфахан. Весной 1758 г. он предпринял с 80-тысячным войском поход на Шираз. Поход был неудачным. Подкупленное Керим-ханом войско взбунтовалось. Союзные ханы, видя, как Мухаммед-Хасан уничтожает местную знать и назначает в завоеванные города и области своих сородичей, перешли на сторону Зендов. С небольшим отрядом Мухаммед-Хасан ушел в Мазендеран. Ему не удалось собрать новое ополчение: ханы перешли на сторону Зендов. Это в конечном счете предопределило исход борьбы Каджаров за власть на данном этапе. В сражении с преследовавшим его шейхом Али-ханом Зендом (Мaглубом) войско Каджара было разбито, сам он попал в плен и был обезглавлен одним из каджарскиx ханов в феврале 1759 г. Воспользовавшись слабостью сыновей Мухаммед-Хасан-хана, ханы из рода юxари-баш вновь встали во главе каджарского племени и признали верховную власть Керим-хана Зенда. В руки Керим-хана попали все богатства каджаров. Правителем Астрабадской провинции был назначен Мухаммад- Хосейн-хан Довалу из соперничающего рода.